# 室谷賢治郎
室谷 賢治郎（むろや けんじろう、1900年2月25日 - 1975年）、日本の経営学者。専門は商学、中小企業の経営について研究。小樽商科大学名誉教授。札幌短期大学学長、札幌商科大学初代学長、亜細亜大学教授などを務めた。

## 来歴
- 北海道出身[2]。
- 1917年 北海道庁立第二札幌中学校（現北海道札幌西高等学校）卒業
- 1920年 東京高等商業学校(現一橋大学）卒業
- 1923年 東京商科大学（現一橋大学)卒業後、小樽高等商業学校講師に着任
- 1924年 小樽商業高等学校教授
- 1929年 ドイツ・イタリア・アメリカに研究留学（～1931年）
- 1944年 小樽経済専門学校教授
- 1945年 小樽経済専門学校図書館主幹[3]
- 1949年 小樽商科大学商学部教授
- 1953年 小樽商科大学附属図書館長[3]
- 1963年 小樽商科大学短期大学部教授
- 1964年 小樽商科大学停年退職。同名誉教授。札幌短期大学学長・学校法人札幌短期大学理事に就任
- 1967年 札幌短期大学学長退任。札幌商科大学設置委員会委員長
- 1968年 札幌商科大学初代学長・学校法人明和学園理事に就任
- 1974年 札幌商科大学退職。亜細亜大学大学院経営学研究科客員教授
- 1975年 亜細亜大学在職中に逝去

- この他、北海道商工経済会理事・調査課長（1943年～1945年）も務めた

## 叙勲
- 勲五等瑞宝章（1941年）
- 従四位（1944年）[2]

## 主著
- 『商工経営教科書』（同文館、1934年）
- 『經營經濟學概論』（同文館、1935年）
- 『商學提要』（同文館, 1937年）
- 『商業史大鋼』（叢文閣、1938年）
- 『近世物価史要』（訳書、原著：W・T・レイトン、G・クロウザー共著、巌松堂書店、1940年）
- 『転換期の商工経営』（同文館、1942年）
- 『経済史新講』乾・坤2巻（巌松堂書店、1942年-1943年）